# Плоскость (Юникод)
В стандарте Юникод плоскость — непрерывный диапазон из 65 536 (216) кодовых позиций. Существует 17 плоскостей, обозначенных числами от 0 до 16, что соответствует возможным значениям 00—1016 первых двух шестнадцатеричных цифр в шестизначном формате номера кодовой позиции (U+hhhhhh). Последняя кодовая позиция в Юникоде — последняя кодовая позиция в плоскости 16, U+10FFFF. Плоскость 0 называется Основная многоязычная плоскость (англ. Basic Multilingual Plane, BMP), она содержит наиболее часто используемые символы. Остальные плоскости (1—16) называются «дополнительными». В версии Юникода 14.0 задействованы кодовые позиции семи плоскостей, при этом две из них предназначены для частного использования.
Ограничение в 17 плоскостей обусловлено кодировкой UTF-16, в которой могли быть закодированы 220 (1 048 576) кодовых позиций (16 плоскостей) и BMP. Кодировка UTF-8 была разработана с гораздо большим лимитом в 231 (2 147 483 648) кодовых позиций (32 768 плоскостей) и могла задействовать 221 (2 097 152) кодовых позиций (32 плоскости) даже при лимите в 4 байта.
Плоскости Юникода:
- Плоскость 0 (0000—FFFF): Основная многоязычная плоскость (англ. Basic Multilingual Plane, BMP)
- Плоскость 1 (10000—1FFFF): Дополнительная многоязычная плоскость (англ. Supplementary Multilingual Plane, SMP)
- Плоскость 2 (20000—2FFFF): Дополнительная идеографическая плоскость (англ. Supplementary Ideographic Plane, SIP)
- Плоскость 3 (30000—3FFFF): Третичная идеографическая плоскость (англ. Tertiary Ideographic Plane, TIP)
- Плоскости 4—13 (40000—DFFFF) не используются
- Плоскость 14 (E0000—EFFFF): Специализированная дополнительная плоскость (англ. Supplementary Special-purpose Plane, SSP)
- Плоскость 15 (F0000—FFFFF) Дополнительная область для частного использования — A (англ. Supplementary Private Use Area-A, SPUA-A)
- Плоскость 16 (100000—10FFFF) Дополнительная область для частного использования — B (англ. Supplementary Private Use Area-B, SPUA-B)

## Основная многоязычная плоскость

Основная многоязычная плоскость. Каждая пронумерованная ячейка содержит 256 кодовых позиций.

Плоскость 0 (Основная многоязычная плоскость, англ. Basic Multilingual Plane, BMP) отведена для символов большинства современных письменностей и большого числа специальных символов. Большая часть таблицы занята идеограммами ККЯ и корейскими слогами.
В Юникоде 15.0 в этой плоскости представлены следующие блоки:
| - Основная латиница (0000—007F) - Дополнение к латинице — 1 (0080—00FF) - Расширенная латиница — A (0100—017F) - Расширенная латиница — B (0180—024F) - Расширения МФА (0250—02AF) - Модификаторы букв (02B0—02FF) - Комбинируемые диакритические знаки (0300—036F) - Греческое и коптское письмо (0370—03FF) - Кириллица (0400—04FF), см. также Кириллица в Юникоде - Дополнение к кириллице (0500—052F) - Армянское письмо (0530—058F) - Еврейское письмо (0590—05FF) - Арабское письмо (0600—06FF) - Сирийское письмо (0700—074F) - Дополнение к арабскому письму (0750—077F) - Тана (0780—07BF) - Нко (07C0—07FF) - Самаритянское письмо (0800—083F) - Мандейское письмо (0840—085F) - Дополнение к сирийскому письму (0860—086F) - Расширенное арабское письмо — B (0870—089F) - Расширенное арабское письмо — A (08A0—08FF) - Деванагари (0900—097F) - Бенгальское письмо (0980—09FF) - Гурмукхи (0A00—0A7F) - Гуджарати (0A80—0AFF) - Ория (0B00—0B7F) - Тамильское письмо (0B80—0BFF) - Телугу (0C00—0C7F) - Каннада (0C80—0CFF) - Малаялам (0D00—0D7F) - Сингальское письмо (0D80—0DFF) - Тайское письмо (0E00—0E7F) - Лаосское письмо (0E80—0EFF) - Тибетское письмо (0F00—0FFF) - Бирманское письмо (1000—109F) - Грузинское письмо (10A0—10FF) - Элементы хангыля (1100—11FF) - Эфиопское письмо (1200—137F) - Дополнение к эфиопскому письму (1380—139F) - Чероки (13A0—13FF) - Канадское слоговое письмо (1400—167F) - Огамическое письмо (1680—169F) - Руны (16A0—16FF) - Байбайин (1700—171F) - Хануноо (1720—173F) - Бухид (1740—175F) - Тагбанва (1760—177F) - Кхмерское письмо (1780—17FF) - Старомонгольское письмо (1800—18AF) - Расширенное канадское слоговое письмо (18B0—18FF) - Лимбу (1900—194F) - Лы (1950—197F) - Ныа (1980—19DF) - Кхмерские символы (19E0—19FF) - Лонтара (1A00—1A1F) - Ланна (1A20—1AAF) - Расширенные комбинируемые диакритические знаки (1AB0—1AFF) - Балийское письмо (1B00—1B7F) - Сунданское письмо (1B80—1BBF) - Батакское письмо (1BC0—1BFF) - Лепча (1C00—1C4F) - Ол-чики (1C50—1C7F) - Расширенная кириллица — C (1C80—1C8F) - Расширенное грузинское письмо (1C90—1CBF) - Дополнение к сунданскому письму (1CC0—1CCF) - Расширения Веды (1CD0—1CFF) - Фонетические расширения (1D00—1D7F) - Дополнение к фонетическим расширениям (1D80—1DBF) - Дополнение к комбинируемым диакритическим знакам (1DC0—1DFF) - Дополнительная расширенная латиница (1E00—1EFF) - Расширенное греческое письмо (1F00—1FFF) - Основная пунктуация (2000—206F) - Надстрочные и подстрочные знаки (2070—209F) - Знаки валют (20A0—20CF) - Комбинируемые диакритические знаки для символов (20D0—20FF) - Буквоподобные символы (2100—214F) - Числовые формы (2150—218F) - Стрелки (2190—21FF) - Математические операторы (2200—22FF) - Разные технические знаки (2300—23FF) - Пиктограммы управляющих символов (2400—243F) | - Оптическое распознавание символов (2440—245F) - Обрамлённые буквы и цифры (2460—24FF) - Псевдографика (2500—257F) - Блочные элементы (2580—259F) - Геометрические фигуры (25A0—25FF) - Разные символы (2600—26FF) - Дингбаты (2700—27BF) - Разные математические символы — A (27C0—27EF) - Дополнительные стрелки — A (27F0—27FF) - Шрифт Брайля (2800—28FF) - Дополнительные стрелки — B (2900—297F) - Разные математические символы — B (2980—29FF) - Дополнительные математические операторы (2A00—2AFF) - Разные символы и стрелки (2B00—2BFF) - Глаголица (2C00—2C5F) - Расширенная латиница — C (2C60—2C7F) - Коптское письмо (2C80—2CFF) - Дополнение к грузинскому письму (2D00—2D2F) - Древнеливийское письмо (2D30—2D7F) - Расширенное эфиопское письмо (2D80—2DDF) - Расширенная кириллица — A (2DE0—2DFF) - Дополнительная пунктуация (2E00—2E7F) - Дополнение к ключам ККЯ (2E80—2EFF) - Ключи Канси (2F00—2FDF) - Идеографические пояснительные символы (2FF0—2FFF) - Символы и пунктуация ККЯ (3000—303F) - Хирагана (3040—309F) - Катакана (30A0—30FF) - Чжуинь фухао (3100—312F) - Совместимые элементы хангыля (3130—318F) - Камбун (3190—319F) - Расширенное чжуинь фухао (31A0—31BF) - Черты ККЯ (31C0—31EF) - Фонетические расширения катаканы (31F0—31FF) - Обрамлённые буквы и месяцы ККЯ (3200—32FF) - Совместимые элементы ККЯ (3300—33FF) - Унифицированные идеограммы ККЯ — расширение A (3400—4DBF) - Гексаграммы «Книги Перемен» (4DC0—4DFF) - Унифицированные идеограммы ККЯ (4E00—9FFF) - Слоговое письмо и (A000—A48F) - Ключи письма и (A490—A4CF) - Лису (A4D0—A4FF) - Ваи (A500—A63F) - Расширенная кириллица — B (A640—A69F) - Бамум (A6A0—A6FF) - Символы изменения тона (A700—A71F) - Расширенная латиница — D (A720—A7FF) - Силхетское нагари (A800—A82F) - Общеиндийские числовые формы (A830—A83F) - Монгольское квадратное письмо (A840—A87F) - Саураштра (A880—A8DF) - Расширенное деванагари (A8E0—A8FF) - Кая-ли (A900—A92F) - Реджанг (A930—A95F) - Расширенные элементы хангыля — A (A960—A97F) - Яванское письмо (A980—A9DF) - Расширенное бирманское письмо — B (A9E0—A9FF) - Чамское письмо (AA00—AA5F) - Расширенное бирманское письмо — A (AA60—AA7F) - Тай-вьет (AA80—AADF) - Расширения манипури (AAE0—AAFF) - Расширенное эфиопское письмо — A (АВ00—АВ2F) - Расширенная латиница — E (AB30—AB6F) - Дополнение к чероки (AB70—ABBF) - Манипури (ABC0—ABFF) - Слоговое письмо хангыля (AC00—D7AF) - Расширенные элементы хангыля — B (D7B0—D7FF) - Верхняя часть суррогатных пар (D800—DB7F) - Верхняя часть суррогатных пар для частного использования (DB80—DBFF) - Нижняя часть суррогатных пар (DC00—DFFF) - Область для частного использования (E000—F8FF) - Совместимые идеограммы ККЯ (F900—FAFF) - Алфавитные формы представления (FB00—FB4F) - Арабские формы представления — A (FB50—FDCF, FDF0—FDFF) - Вариантные селекторы (FE00—FE0F) - Вертикальные формы (FE10—FE1F) - Комбинируемые полузнаки (FE20—FE2F) - Совместимые формы ККЯ (FE30—FE4F) - Малые вариантные формы (FE50—FE6F) - Арабские формы представления — B (FE70—FEFF) - Полуширинные и полноширинные формы (FF00—FFEF) - Специальные символы (FFF0—FFFF) |

## Дополнительная многоязычная плоскость

Дополнительная многоязыковая плоскость. Каждая пронумерованная ячейка содержит 256 кодовых позиций.

Плоскость 1 (Дополнительная многоязыковая плоскость, англ. Supplementary Multilingual Plane, SMP) отведена преимущественно для исторических письменностей, но включает также символы условных обозначений, такие как музыкальные и математические символы.
В Юникоде 15.0 в этой плоскости представлены следующие наборы символов:
| - Слоги линейного письма Б (10000—1007F) - Идеограммы линейного письма Б (10080—100FF) - Эгейские цифры (10100—1013F) - Древнегреческие цифры (10140—1018F) - Древние символы (10190—101CF) - Фестский диск (101D0—101FF) - Ликийское письмо (10280—1029F) - Карийский (102A0—102DF) - Коптские цифры епакты (102E0—102FF) - Древнеиталийское письмо (10300—1032F) - Готское письмо (10330—1034F) - Древнепермское письмо (10350—1037F) - Угаритское письмо (10380—1039F) - Древнеперсидское письмо (103A0—103DF) - Дезеретское письмо (10400—1044F) - Алфавит Шоу (10450—1047F) - Сомалийское письмо (10480—104AF) - Осейдж (104B0—104FF) - Эльбасанское письмо (10500—1052F) - Агванское письмо (10530—1056F) - Виткутьское письмо (10570—105BF) - Линейное письмо А (10600—1077F) - Расширенная латиница — F (10780—107BF) - Кипрское письмо (10800—1083F) - Имперское арамейское письмо (10840—1085F) - Пальмирское письмо (10860—1087F) - Набатейское письмо (10880—108AF) - Хатран (108E0—108FF) - Финикийское письмо (10900—1091F) - Лидийское письмо (10920—1093F) - Мероитские иероглифы (10980—1099F) - Мероитский курсив (109A0—109FF) - Кхароштхи (10A00—10A5F) - Древнее южноаравийское письсо (10A60—10A7F) - Древнее северноаравийское письмо (10A80—109FF) - Манихейское письмо (10AC0—10AFF) - Авестийское письмо (10B00—10B3F) - Парфянское эпиграфическое письмо (10B40—10B5F) - Пахлевийское эпиграфическое письмо (10B60—10B7F) - Псальтирь пахлеви (10B80—10BAF) - Древнетюркское руническое письмо (10C00—10C4F) - Венгерские руны (10C00—10C4F) - Ханифи (10D00—10D3F) - Цифры руми (10E60—10E7F) - Езидское письмо (10E80—10EBF) - Расширенное арабское письмо — C (10EC0—10EFF) - Древнесогдийское письмо (10F00—10F2F) - Согдийское письмо (10F30—10F6F) - Староуйгурское письмо (10F70—10FAF) - Хорезмийское письмо (10FB0—10FBF) - Элимайское письмо (10FE0—10FFF) - Брахми (11000—1107F) - Кайтхи (11080—110CF) - Соранг-сомпенг (110D0—110FF) - Чакма (11100—1114F) - Махаджани (11150—1117F) - Шарада (11180—111DF) - Сингальские архаические цифры (111E0—111FF) - Ходжики (11200—1124F) - Мултани (11280—112AF) - Худабади (112B0—112FF) - Грантха (11300—1137F) - Нева (11400—1147F) - Тирхута (11480—114DF) - Сиддхаматрика (11580—115FF) - Моди (11600—1165F) - Дополнение к старомонгольскому письму (11660—1167F) - Такри (11680—116CF) - Ахом (11700—1174F) - Догра (11800—1184F) - Варанг-кшити (118A0—118FF) - Дивес акуру (11900—1195F) - Нандинагари (119A0—119FF) - Квадратное письмо Дзанабадзара (11A00—11A4F) - Соёмбо (11A50—11AAF) - Расширенное канадское слоговое письмо — A (11AB0—11ABF) | - По Чин Хо (11AC0—11AFF) - Расширенное деванагари — A (11B00—11B5F) - Бхайкшуки (11C00—11C6F) - Марчен (11C70—11CBF) - Гонди Масарама (11D00—11D5F) - Гунджалское гонди (11D60—11DAF) - Макасарское письмо (11EE0—11EFF) - Кави (11F00—11F5F) - Дополнение к лису (11FB0—11FBF) - Дополнение к тамильскому письму (11FC0—11FFF) - Клинопись (12000—123FF) - Клинописные цифры и пунктуация (12400—1247F) - Раннединастическая клинопись (12480—1254F) - Кипро-минойское письмо (12F90—12FFF) - Египетские иероглифы (13000—1342F) - Управляющие символы форматирования египетских иероглифов (13430—1345F) - Анатолийские иероглифы (14400—1467F) - Дополнение к бамуму (16800—16A3F) - Мро (16A40—16A6F) - Тангса (16A70—16ACF) - Басса (16AD0—16AFF) - Пахау (16B00—16B8F) - Медефайдрин (16E40—16E9F) - Мяо (16FE0—16FFF) - Идеографические символы и пунктуация (16F00—16F9F) - Тангутское письмо (17000—187FF) - Элементы тангутского письма (18800—18AFF) - Малое киданьское письмо (18B00—18CFF) - Дополнение к тангутскому письму (18D00—18D8F) - Расширенная кана — B (1AFF0—1AFFF) - Дополнение к кане (1B000—1B0FF) - Расширенная кана — A (1B100—1B12F) - Расширение малой каны (1B130—1B16F) - Нюй-шу (1B170—1B2FF) - Стенография Дюплойе (1BC00—1BC9F) - Форматирующие символы стенографии (1BCA0—1BCAF) - Знаменное нотное письмо (1CF00—1CFCF) - Византийские музыкальные символы (1D000—1D0FF) - Музыкальные символы (1D100—1D1FF) - Древнегреческая нотопись (1D200—1D24F) - Кактовикские цифры (1D2C0—1D2DF) - Цифры майя (1D2E0—1D2FF) - Символы «Канона великого сокровенного» (1D300—1D35F) - Цифры счётных палочек (1D360—1D37F) - Математические буквы и цифры (1D400—1D7FF) - SignWriting (1D800—1DAAF) - Расширенная латиница — G (1DF00—1DFFF) - Дополнение к глаголице (1E000—1E02F) - Расширенная кириллица — D (1E030—1E08F) - Ньиэкэнг пуэцым хмонг (1E100—1E14F) - Тото (1E290—1E2BF) - Ванчо (1E2C0—1E2FF) - Мундари (1E4D0—1E4FF) - Расширенное эфиопское письмо — B (1E7E0—1E7FF) - Кикакуи (1E800—1E8DF) - Адлам (1E900—1E95F) - Индийские цифры сийяк (1EC70—1ECBF) - Османские цифры сийяк (1ED00—1ED4F) - Арабские математические алфавитные символы (1EE00—1EEFF) - Кости для маджонга (1F000—1F02F) - Кости для домино (1F030—1F09F) - Игральные карты (1F0A0—1F0FF) - Дополнение к обрамлённым буквам и цифрам (1F100—1F1FF) - Дополнение к обрамлённым идеографическим символам (1F200—1F2FF) - Разные символы и пиктограммы (1F300—1F5FF) - Эмотиконы (1F600—1F64F) - Орнаментные символы (1F650—1F67F) - Транспортные и картографические символы (1F680—1F6FF) - Алхимические символы (1F700—1F77F) - Расширенные геометрические фигуры (1F780—1F7FF) - Дополнительные стрелки — C (1F800—1F8FF) - Дополнительные символы и пиктограммы (1F900—1F9FF) - Шахматные символы (1FA00—1FA6F) - Расширенные символы и пиктограммы — A (1FA70—1FAFF) - Символы для унаследованной вычислительной техники (1FB00—1FBFF) |

## Дополнительная идеографическая плоскость

Дополнительная идеографическая плоскость. Каждая пронумерованная ячейка содержит 256 кодовых позиций.

Плоскость 2 (Дополнительная идеографическая плоскость, англ. Supplementary Ideographic Plane, SIP) отведена для редко используемых иероглифов ККЯ.
В Юникоде 15.0 в этой плоскости представлены следующие наборы иероглифов:
- Унифицированные идеограммы ККЯ — расширение B (20000—2A6DF)
- Унифицированные идеограммы ККЯ — расширение C (2A700—2B73F)
- Унифицированные идеограммы ККЯ — расширение D (2B740—2B81F)
- Унифицированные идеограммы ККЯ — расширение E (2B820—2CEAF)
- Унифицированные идеограммы ККЯ — расширение F (2CEB0—2EBEF)
- Дополнение к совместимым иероглифам ККЯ (2F800—2FA1F)

## Третичная идеографическая плоскость

Третичная идеографическая плоскость. Каждая пронумерованная ячейка содержит 256 кодовых позиций.

Плоскость 3 (Третичная идеографическая плоскость, англ. Tertiary Ideographic Plane, TIP) содержит редко используемые китайские иероглифы, в неё также предполагается внести исторические формы китайского письма.
В Юникоде 15.0 в этой плоскости представлены следующие блоки:
- Унифицированные идеограммы ККЯ — расширение G (30000—3134F)
- Унифицированные идеограммы ККЯ — расширение H (31350—323AF)

В оставшейся части Третичной идеографической плоскости выделен следующий диапазон:
- Чжуаньшу (38000—3AB9F) — иероглифы в стиле «малая печать» (сяочжуань, 小篆) и «большая печать» (дачжуань, 大篆)[5][4];

В будущем также предполагается включить древнейшие китайские иероглифы эпохи Шан (цзягувэнь, 甲骨文), встречающиеся в гадательных надписях на панцирях, черепах и костях животных, иероглифы эпох Шан и Чжоу (цзиньвэнь, 金文), встречающиеся в ритуальных надписях на бронзовых сосудах и музыкальных инструментах, и наборы иероглифов Периода Сражающихся царств.

## Специализированная дополнительная плоскость

Специализированная дополнительная плоскость. Каждая пронумерованная ячейка содержит 256 кодовых позиций.

Плоскость 14 (Специализированная дополнительная плоскость, англ. Supplementary Special-purpose Plane, SSP) отведена для символов, используемых по особому назначению.
В Юникоде 15.0 в этой плоскости представлены следующие блоки:
- Тэги[англ.] (E0000—E007F)
- Дополнение к вариантным селекторам[англ.] (E0100—E01EF)

## Области для частного использования
Некоторые диапазоны Юникода отведены для частного использования и экспериментов. Они включают:
- Частную область в Базовой многоязыковой плоскости (E000—F8FF)
- Дополнительные плоскости 15 (F0000—U+FFFFF) и 16 (100000—10FFFF)